# Geroderma
Il geroderma (dal greco antico γέρων?, ghérōn, "vecchio" e δέρμα, dérma, "pelle") o geroderma genitodistrofico o malattia di Rummo e Ferrannini è una sindrome d'eunocoidismo descritta dai medici Gaetano Rummo e Andrea Ferrannini.
Si tratta di una malattia congenita che colpisce quasi esclusivamente gli uomini.

## Segni e sintomi
La malattia è caratterizzata da senilismo precoce che interessa in particolare il volto, la cui pelle appare già dall'infanzia floscia e rugosa.
Il cranio è spesso piccolo ma presenta esagerate sporgenze ossee facciali: la sella turcica è ingrandita, l'occipite è a conchiglia.
Gli individui sono in generale magri con rari accumuli adiposi alle mammelle e ai fianchi.
Può essere presente cifosi cervico-dorsale e gli arti, già dalla fanciullezza, possono svilupparsi esageratamente in lunghezza e presentare estremità dall'aspetto massiccio.
Lo sviluppo e la funzione genitale sono deficienti, ma talvolta persiste la possibilità di procreazione con conseguente trasmissione della malattia ai figli.
La voce è eunucoide, ma l'intelligenza e la psiche sono normali. È uno stato morboso compatibile anche con una lunga sopravvivenza.

## Eziologia
L'eccesso di lunghezza degli arti rispetto al tronco, l'ipoplasia degli organi genitali e la deficienza dei caratteri sessuali secondari lo accomunano alle sindromi ipogenitali. Allo stesso tempo, la preponderanza della faccia rispetto al cranio, la cifosi, l'esagerato sviluppo delle estremità lo rendono simile all'iperpituitarismo. 
La presenza frequente del diabete insipido conferma che il geroderma genitodistrofico sia da intendere come sindrome plurighiandolare: i sintomi dominanti sono dovuti all'ipofunzione della ghiandola genitale, il gigantismo gerodermico è attribuito all'ipofunzione ipofisaria e, infine, la distrofia cutanea e l'aspetto senile sarebbero da attribuire alla disfunzione tiroidea.
| Controllo di autorità | Thesaurus BNCF 43648 |